# Baronía de Lluriach
La baronía de Lluriach es un título nobiliario español creado por el rey Carlos II en favor de Miguel Leonardo de Cardona y Rentería, teniente general de la costa y reino de Granada, mediante real decreto del 1 de enero de 1681 y despacho expedido el día 24 del mismo mes y año.

## Barones de Lluriach
|                        | Titular                                | Periodo                |
| Creación por Carlos II | Creación por Carlos II                 | Creación por Carlos II |
| ---------------------- | -------------------------------------- | ---------------------- |
| I                      | Leonardo de Cardona y Renteria         | 1681-1702              |
| II                     | Nicolás Cardona y Fernández de Cordova | 1703-1713              |
| III                    | Josefa Cardona y Guevara               | 1713-1743              |
| IV                     | Simón de Olivar y Cardona              | 1743-1752              |
| V                      | Gabriel de Olivar y Sintas             | 1752-1828              |
| VI                     | Simón de Olivar y Squella              | 1828-1839              |
| VII                    | Gabriel de Olivar y Martorell          | 1839-1860              |
| VIII                   | Simón de Olivar y Desvalls             | 1862-1907              |
| IX                     | Gabriel de Olivar y de Olives          | 1907-1936              |
| X                      | Simón de Olivar y Canet                | 1950-1967              |
| XI                     | José María de Olivar y Ordis           | 1993-hoy               |

## Historia de los barones de Lluriach
- Miguel Leonardo de Cardona y Rentería (Benasque, 8 de noviembre de 1634-12 de julio de 1702), I barón de Lluriach, teniente general de la costa y reino de Granada, caballero de la Orden de Santiago desde 1665.[1]

Casó en 1681 con Francisca María Tomasa Fernández de Córdoba y Velasco (m. 1713), hija de Luis Fernández de Córdoba y Ayala, II marqués de Valenzuela, y su esposa María de Velasco. Le sucedió su hijo:
- Nicolás Esteban Cardona y Fernández de Córdoba, Rentería y Velasco (Almería, 2 de agosto de 1687-24 de enero de 1713), II barón de Lluriach, teniente general de la costa y reino de Granada.[2]

Concertado el matrimonio con su prima Lorenza Fernández de Córdoba y Salinas, hija de Pedro Fernández de Córdoba y Velasco y su esposa Clara de Salinas y de Flor, le sobrevino la muerte. Sin descendencia. Le sucedió su prima:
- Josefa Práxedes Cardona y Guevara, Lozano y Miralles (19 de diciembre de 1660-17 de enero de 1743), III baronesa de Lluriach.[3]

Casó el 13 de diciembre de 1676 con el doncel Gabriel de Olivar y Tolosa (1654-1694), baile general y regente de la Real Gobernación y Capitanía General (1684), consejero del brazo de caballeros (1686) y morber (1693), hijo de Gabriel de Olivar y Gomila y su esposa Antonia Tolosa y Gomila. Le sucedió su hijo:
- Simón de Olivar y Cardona, Tolosa y Guevara (Ciudadela, 20 de noviembre de 1654-17 de abril de 1752), IV barón de Lluriach, doncel, capitán (1710), doctor de ambos derechos (1716), asesor del baile general, juez ordinario de la isla de Menorca, consejero militar (1731 y 1735), jurado militar (1737-1738).[4]

Casó el 13 de septiembre de 1742 con Antonia Sintas y Saura (1725-1770), hija de Juan Sintas y Olivar y su esposa Ángela Saura y Gomila. Le sucedió su hijo:
- Gabriel de Olivar y Sintas, Cardona y Saura (24 de enero de 1745-8 de marzo de 1828), V barón de Lluriach, obrero de la iglesia de San Juan Bautista (1763), clavario general (1772), consejero caballero (1775), baile general y juez ordinario de la isla (1786), jurado militar (1779-1780, 1798 y 1804).[4]

Casó el 20 de octubre de 1764 con Antonia Squella y Carreras (1744-1834). Le sucedió su hijo:
- Simón de Olivar y Squella, Sintas y Carreras (Ciudadela, 1 de diciembre de 1771-17 de mayo de 1839), VI barón de Lluriach, diputado a la Junta Suprema de Gobierno de las Islas Baleares (1808), clavario de cereales (1808), obrero del hospital General (1808 y 1810), almotacén (1810), clavario general (1812), jurado militar (1815-1816), baile general (1817), consejero del brazo de caballeros (1811, 1814 y 1819).[5]

Casó el 6 de octubre de 1801 con Antonia Martorell y de Olives (1781-1852). Le sucedió su hijo:
- Gabriel de Olivar y Martorell, Squella y de Olives (Ciudadela, 24 de agosto de 1802-15 de mayo de 1860), VII barón de Lluriach, alcalde de Ciudadela.[6]

Casó el 1 de septiembre de 1840 con Montserrat Desvalls y Fort de Saint Maurin (1816-1876), hija de Juan Desvalls, brigadier de infantería, y de su esposa Elena Fort de Sanint Maurin, de los marqueses de Alfarras. El 6 de junio de 1862 le sucedió su hijo:
- Simón de Olivar y Desvalls, de Martorell y Fort de Saint Maurin (28 de noviembre de 1843-25 de mayo de 1907), VIII barón de Lluriach.[6]

Casó el 12 de enero de 1878 con Eugenia de Olives y Magarola (1855-1931), hija de Bernardo José de Olives y Vigo y de su esposa Dolores de Magarola y Sarriera. El 10 de diciembre de 1907 le sucedió su hijo:
- Gabriel de Olivar y de Olives, Desvalls y Magarola (6 de diciembre de 1881-Ferrerías, Menorca, 13 de agosto de 1936), IX barón de Lluriach.

Soltero, sin descendientes. El 15 de diciembre de 1950 le sucedió su sobrino, hijo de José María de Olivar y Olives y su esposa Teresa de Canet y Méndez:
- Simón de Olivar y Canet, de Olives y Méndez (Ciudadela, 30 de junio de 1921-29 de noviembre de 1967), X barón de Lluriach, licenciado en Derecho (1943), concejal del ayuntamiento de Ciudadela (1957), teniente de alcalde (1958), diputado provincial (1958), alcalde de Ciudadela (1959), procurador en Cortes (1961), comendador del Mérito Civil (1965).[7]

Casó en la villa de Crespià (Gerona) con Montserrat Ordis Vila (n. 1922), hija de Miguel Miguel Ordis Pagé y su esposa Teresa Vila Sabater. El 1 de septiembre de 1993 le sucedió su hijo:
- José María de Olivar y Ordis, Canet y Vila (n. Ciudadela, 3 de septiembre de 1949), XI barón de Lluriach, licenciado en Derecho y abogado, caballero de la Orden de Malta (1998).[7]